# Ӵ
Ӵ, ӵ — кирилична літера, 30-та літера удмуртської абетки, африкат. 
Позначає звук /t͡ɕ/ — твердий Ч, що відповідає злитній вимові звуків, що в українській мові позначаються літерами «т» + «ш». Літера походить від кириличної Ч.

## Див. Також
- Ч
- Ҷ